# O Sétimo Guardião
O Sétimo Guardião (en: El Séptimo Guardián, en el literal.) es una telenovela brasileña producida y emitida por TV Globo, que se estrenó el 12 de noviembre de 2018, sustituyendo Segundo Sol, y finalizó el 17 de mayo de 2019, siendo sustituida por A Dona do Pedaço. Fue la 15ª telenovela exhibida en el horario de las 21 horas, y contó con 161 capítulos grabados. Escrita por Aguinaldo Silva y Joana Jorge en colaboración con Maurício Gyboski, Zé Dassilva y Virgílio Silva, y dirigida por Luciana de Oliveira, Guto Arruda Botelho, Caio Campos, Pedro Brenelli, Davi Lacerda y Fábio Strazzer, con dirección general de Allan Fiterman y dirección artística de Rogério Gomes. Además, otros 26 colaboradores aparecieron en los créditos finales, siendo los nombres de los estudiantes de la Master Class administrada por Aguinaldo en 2015, que desarrolló la sinopsis de la historia.
Protagonizada por Bruno Gagliasso y Marina Ruy Barbosa, con las participaciones antagónicas de Lília Cabral, Tony Ramos, Marcello Novaes, Elizabeth Savalla, José Loreto, Yanna Lavigne y Agustín Vargas y con las actuaciones estelares de Eduardo Moscovis e Isabela Garcia en los personajes principales.

## Producción
| "La realidad es mucho más fuerte que la ficción. Decidí volver al mundo fantástico para tratar de salir de este mundo terrible en el que vivimos."—Aguinaldo Silva hablando sobre una fuente juvenil en la historia central |

En 2015, Aguinaldo Silva dio una master class – un curso preparatorio impartido por un experto a profesionales avanzados seleccionados por él – en Petrópolis, en el que solo quince autores potenciales fueron elegidos entre las 783 entradas. Con los estudiantes, el autor desarrolló la sinopsis y el primer capítulo de una telenovela durante los quince días de clase, entregando el proyecto a Rede Globo a finales de ese año. Después de dos aplazamientos, la trama se canceló en septiembre de 2017 debido a problemas legales que involucraban a sus antiguos alumnos del curso y la estación le pidió a Aguinaldo que desarrollara otra telenovela para la época, y el autor presentó la sinopsis de Enquanto o Lobo não Vem.
Todavía molesto por la decisión de cancelar O Sétimo Guardião, Aguinaldo dijo que no continuaría desarrollando la historia después de la demanda, incluso si la emisora preguntaba y nunca volvería a tocar el nombre de la trama: "Nunca más volveré a escribir el título". Sin embargo, en diciembre de 2017, la cumbre televisiva de la emisora decidió reanudar la producción de O Sétimo Guardião, independientemente de los procedimientos judiciales pendientes, y ordenó a Aguinaldo que continuara desarrollando el proyecto, cancelando así Enquanto o Lobo não Vem. Según el autor, la telenovela se centraría en el realismo fantástico, un género televisivo utilizado por Aguinaldo durante dos décadas de su carrera, pero que ya no fue abordado por él desde Porto dos Milagres, en 2001. A diferencia de otras telenovelas del autor, O Sétimo Guardião no apostó por el realismo junto con la comedia, sino que fue explorado con otros géneros como el drama y el suspenso en una atmósfera menos solar y más sombría. Sin embargo, después del primer mes, las encuestas de emisoras señalaron un rechazo del realismo fantástico, y el género ya no se abordó gradualmente, excepto por la fuente de la juventud, que dirigió la trama al drama.
Colaboradores que crearon la historia original en la Master Class
- Adalberto de Almeida Monteiro Neto
- Adriano Rafael Vaz
- Andre Wacemberg
- Andre Luís Cia
- Ariela Massotti
- Bolívar Soares
- Claudio Felicio Pifano Silva
- Danilo Henrique de Castro
- Jorge Francisco Rossi Pinto
- Julia Marinho Laks
- Julielson José Moura de Lima
- Júlio Kadetti
- Karin Verzbickas
- Lucas Martins Néia
- Luiz Felipe Petruccelli
- Maria Inez Chrispim Guaraná
- Peterson Klug
- Regiana Antonini
- Ryllberth Ribeiro
- Silvio Cerceau
- Sylvia Tereza da Palma de Mello
- Tiago Ferreira da Fonseca
- Valtair Barbosa da Silva
- Victor Antonio Pires dos Santos
- Washington Luís Oliveira Duque
- Weber Lasaro de Oliveira

### Casting
Marina Ruy Barbosa, Lília Cabral y Elizabeth Savalla fueron los primeros nombres reservados para la telenovela en diciembre de 2015. Originalmente, Chay Suede interpretaría al protagonista de la trama, pero la dirección lo movió a la posición de antagonista para diferenciarlo de los roles anteriores, dando a Cauã Reymond la responsabilidad de interpretar a Gabriel. Cauã, sin embargo, renunció al personaje algún tiempo después para protagonizar la serie Ilha de Ferro, alegando que quería deshacerse de los roles de "buen chico" y Bruno Gagliasso se hizo cargo del personaje. Chay también abandonó la trama cuando fue pospuesta para interpretar a Ícaro en Segundo Sol, quien había tomado el lugar de O Sétimo Guardião en el horario. Posteriormente, Mauricio Destri fue invitado a ocupar el lugar del antagonista Junior, pero prefirió interpretar al coprotagonista de Orgulho e Paixão. Caio Castro fue anunciado, pero fue reemplazado sin más explicaciones por Gabriel Leone, quien rechazó el personaje para protagonizar Onde Nascem os Fortes. Finalmente, Jose Loreto interpretó al personaje.